# ألونزو ديلانو
ألونزو ديلانو (بالإنجليزية: Alonzo Delano)‏ هو كاتب أمريكي، ولد في 2 يوليو 1806 في Aurora, Erie County, New York ‏ في الولايات المتحدة، وتوفي في 8 سبتمبر 1874 في غراس فالي في الولايات المتحدة.